# Callida purpurea
Callida purpurea är en skalbaggsart som beskrevs av Thomas Say. Callida purpurea ingår i släktet Callida och familjen jordlöpare. Inga underarter finns listade i Catalogue of Life.